# دوغلاس ميتشيل
دوغلاس ميتشيل هو لاعب كرة القدم كندية كندي، ولد في 19 فبراير 1939 في كالغاري في كندا.